# Thelephorales
Los Thelephorales son hongos de la división Basidiomycota. Se caracterizan por poseer el himenio no laminado, sino generalmente hidnoide. Sus componentes poseen una difícil asignación sistemática. Poseen un importante papel ecológico en el reciclado de los restos vegetales, aunque también pueden poseer carácter fitopatógeno o alterar las propiedades de la madera.
Su carne suele ser parda debido a la presencia de pigmentos distintos, como el ácido telefórico. Las esporas también están pigmentadas, y son típicamente verrucosas.

## Sistemática
Según Cannon y Kirk (2007):
- Familia Thelephoraceae
  - Género Amaurodon
  - Género Haplotrichum
  - Género Hydnodon
  - Género Hypochnus
  - Género Lenzitopsis
  - Género Phlyctibasidium
  - Género Polyozellus
  - Género Pseudotomentella
  - Género Skepperia
  - Género Thelephora
  - Género Tomentella
  - Género Tomentellastrum
- Familia Bankeraceae
  - Género Bankera
  - Género Boletopsis
  - Género Hydnellum
  - Género Phellodon
  - Género Sarcodon (=Hydnum)